# Giải bóng đá vô địch quốc gia Quần đảo Cook 2016
Giải bóng đá vô địch quốc gia Quần đảo Cook 2016 là mùa giải thứ 43 được ghi nhận của giải đấu bóng đá cao nhất ở Quần đảo Cook, với việc không rõ kết quả ở các mùa giải từ 1951 đến 1969, mùa giải 1986 và cả 1988–1990.

## Bảng xếp hạng
| XH | Đội               | Tr | T | H | T | BT | BB | HS  | Đ  | Lên hay xuống hạng                                              |
| -- | ----------------- | -- | - | - | - | -- | -- | --- | -- | --------------------------------------------------------------- |
| 1  | Puaikura (C)      | 10 | 9 | 1 | 0 | 41 | 6  | +35 | 28 | Tham dự Giải bóng đá vô địch các câu lạc bộ châu Đại Dương 2018 |
| 2  | Tupapa Maraerenga | 10 | 7 | 0 | 3 | 30 | 17 | +13 | 21 |                                                                 |
| 3  | Nikao Sokattak    | 10 | 5 | 3 | 2 | 23 | 11 | +12 | 18 |                                                                 |
| 4  | Takuvaine         | 9  | 5 | 2 | 2 | 29 | 21 | +8  | 17 |                                                                 |
| 5  | Avatiu            | 11 | 3 | 2 | 6 | 16 | 38 | −22 | 11 |                                                                 |
| 6  | Matavera          | 10 | 1 | 1 | 8 | 7  | 27 | −20 | 4  |                                                                 |
| 7  | Titikaveka        | 10 | 0 | 1 | 9 | 14 | 40 | −26 | 1  |                                                                 |

Cập nhật đến 30 tháng 9 năm 2016
Nguồn: 
Quy tắc xếp hạng: 1. Điểm; 2. Hiệu số bàn thắng; 3. Số bàn thắng.
(VĐ) = Vô địch; (XH) = Xuống hạng; (LH) = Lên hạng; (O) = Thắng trận Play-off; (A) = Lọt vào vòng sau. 
Chỉ được áp dụng khi mùa giải chưa kết thúc: 
(Q) = Lọt vào vòng đấu cụ thể của giải đấu đã nêu; (TQ) = Giành vé dự giải đấu, nhưng chưa tới vòng đấu đã nêu.

Notes:
 1. Bảng xếp hạng chỉ dựa trên những kết quả đã biết.
 2. Nhiều trận đấu phải hoãn vào cuối tháng Mười Một vì mưa lớn.

## Kết quả
| Nhà \ Khách[1]    | AVA | MAT | NIK | PUA  | TAK | TIT | TUP |
| Avatiu            |     |     | 0–7 | 0–4  | 3–2 | 2–1 | 2–5 |
| Matavera          | 1–1 |     | 0–1 |      | 2–3 | 1–0 | 1–2 |
| Nikao Sokattak    | 1–1 | 2–0 |     | 0–3  | 3–3 | 5–0 | 0–2 |
| Puaikura          | 4–0 | 3–1 | 0–0 |      | 6–2 |     | 5–2 |
| Takuvaine         | 6–2 | 4–1 |     |      |     | 3–0 |     |
| Titikaveka        | 4–5 |     | 2–4 | 0–11 | 3–3 |     | 3–4 |
| Tupapa Maraerenga | 3–0 | 8–0 |     | 1–2  | 1–3 | 2–1 |     |

Cập nhật lần cuối: ngày 30 tháng 9 năm 2016.
Nguồn: 
1 ^ Đội chủ nhà được liệt kê ở cột bên tay trái.
Màu sắc: Xanh = Chủ nhà thắng; Vàng = Hòa; Đỏ = Đội khách thắng.